# Lazo solidario

El lazo rojo, internacionalmente conocido por representar la lucha contra el sida.

Los lazos solidarios son unas pequeñas cintas de tela dobladas en forma de lazo que se usan en todo el mundo para indicar el apoyo a una causa social o como señal de apoyo solidarización hacia la misma. Las personas que llevan ese lazo expresan su solidaridad en relación con un problema determinado, que viene indicado por distintos colores. Aunque en principio cada causa estaba en relación con un color, la proliferación de lazos solidarios a lo largo y ancho del mundo llevó a que algunas causas, como la lucha contra el alzheimer, emplee lazos morados y blancos, o que un mismo color pueda significar causas diversas: el lazo rojo puede representar la lucha contra el sida y a su vez, también, la lucha contra la droga. El salmón representa la parálisis cerebral
Los lazos comenzaron siendo de pequeño tamaño, de manera que pudieran colocarse en el doblez de la chaqueta o en el pecho de una camisa o camiseta. Sin embargo, la expansión de esta corriente llevó a que se diseñaran variantes del mismo para colocarlos en las antenas de los coches, o a que se fabricaran lazos de gran tamaño para poder colgarlos en edificios públicos, árboles o balcones.